# Fosco Cicola
Fosco Cicola (Roma, 2 luglio 1974) è un pallavolista italiano.
Gioca nel ruolo di libero.

## Palmarès

### Club
- Campionato austriaco: 1

2004-05
- Coppa d'Austria: 1

2005